# Termignon
Termignon korábbi község (település) Franciaországban, Savoie megyében. 2017. január 1-jén Lanslebourg-Mont-Cenis, Lanslevillard, Sollières-Sardières és Bramans községekkel egyesült és az így létrejött Val-Cenis új község része lett.
Lakosainak száma 351 fő (2018. január 1.). Termignon Aussois, Bessans, Champagny-en-Vanoise, Lanslebourg-Mont-Cenis, Lanslevillard, Pralognan-la-Vanoise, Sollières-Sardières, Tignes és Val-d’Isère községekkel határos.

## Népesség
A település népessége az elmúlt években az alábbi módon változott:
| Lakosok száma | 407  | 400  | 2152 | 356  | 351  |
|               | 2013 | 2015 | 2016 | 2017 | 2018 |